# Xã Gilboa, Quận Benton, Indiana
Xã Gilboa (tiếng Anh: Gilboa Township) là một xã thuộc quận Benton, tiểu bang Indiana, Hoa Kỳ. Năm 2010, dân số của xã này là 250 người.